# Providencia (The X-Files)
«Providence» es el décimo episodio de la novena temporada de la serie de televisión estadounidense de ciencia ficción The X-Files. Se estrenó en la cadena Fox el 10 de marzo de 2002. El episodio fue escrito por el creador de la serie Chris Carter y el productor ejecutivo Frank Spotnitz, y dirigido por Carter. «Providence» ayuda a explorar la mitología general de la serie. El episodio obtuvo una calificación Nielsen de 5,2 y fue visto por 8,4 millones de espectadores. El episodio recibió opiniones mixtas de los críticos; algunos críticos disfrutaron de la historia y la forma en que el programa integra a un Fox Mulder (David Duchovny) ausente en la historia, mientras que otros sintieron que la trama era ridícula.
El programa se centra en agentes especiales del FBI que trabajan en casos vinculados a lo paranormal, llamados expedientes X; esta temporada se centra en las investigaciones de John Doggett (Robert Patrick), Mónica Reyes (Annabeth Gish) y Dana Scully (Gillian Anderson). En este episodio, Scully, que desconfía tanto de Walter Skinner (Mitch Pileggi) como de Brad Follmer (Cary Elwes), elude la investigación del FBI sobre el secuestro de William y realiza la suya propia, asistida por Reyes y los pistoleros solitarios. Scully descubre que William ha sido secuestrado por un culto ovni que cree que William está destinado a convertirse en el salvador de la humanidad, pero solo si Fox Mulder sigue vivo. Si Mulder está muerto, William liderará las fuerzas del mal: los invasores extraterrestres.
Coescrito y dirigido por Carter, el episodio comienza con una toma de un tiroteo durante la Guerra del Golfo y la participación de los supersoldados en ella. Muchos miembros del elenco y el equipo quedaron complacidos con la dirección de Carter, incluidos Anderson y Gish. El episodio hace referencia a los calcos de una nave espacial extraterrestre, una continuación directa de las tramas del final de la sexta temporada «Biogenesis» y el inicio de la séptima temporada «The Sixth Extinction».

## Argumento
El teniente coronel retirado Zeke Josepho relata una extraña experiencia durante la Guerra del Golfo Pérsico y cómo, según afirma, lo llevó a Dios: cuando su escuadrón fue emboscado durante la Batalla de Al Busayyah y al borde de la derrota, cuatro hombres misteriosos aparecieron y derrotaron a los enemigos con una facilidad asombrosa. Si bien Josepho piensa en ellos como ángeles guardianes, se revela que son los supersoldados casi indestructibles. En el presente, Josepho se encuentra sobre los restos de una nave espacial en Canadá.
En el FBI, Brad Follmer (Cary Elwes) revela a una sala de agentes que el hijo de Dana Scully (Gillian Anderson), William, ha sido secuestrado. Follmer señala que los pistoleros solitarios están identificando a la mujer que se llevó al niño y atropelló a John Doggett (Robert Patrick). Sin embargo, Follmer deja de lado cualquier motivo potencial para estos crímenes, lo que provoca que Scully, frustrada, abandone la habitación. Byers (Bruce Harwood) revela que puso un teléfono celular en las pertenencias del bebé para que puedan rastrear a la mujer del abrigo; Mónica Reyes (Annabeth Gish) y Scully salen a buscar a William. Los dos finalmente encuentran el asiento del automóvil de William junto con el teléfono celular en una camioneta abandonada. Mientras tanto, la mujer del abrigo le informa a Josepho que tiene a William.
Scully va a vistar al agente Robert Comer, a quien se vio obligada a disparar después de su atentado contra la vida de William, y usa el artefacto extraterrestre para curarlo. Comer explica que Josepho cree que existe una manifestación física de Dios dentro de la nave espacial. Según una antigua profecía, William está destinado a convertirse en el salvador de la humanidad, pero solo si Fox Mulder (David Duchovny) sigue vivo. Si muere, William liderará a los colonizadores. Comer afirma que Mulder supuestamente fue asesinado por el culto para que los extraterrestres invadieran con éxito; trató de matar a William para evitar que causara la destrucción de la humanidad. De repente, una enfermera y el Hombre mondadientes (Alan Dale) llegan y piden a Reyes y Scully que se vayan. Comer termina solo con el Hombre mondadientes.
Walter Skinner (Mitch Pileggi) informa más tarde a Reyes y Scully que Comer ha muerto. Reyes acusa al Hombre mondadientes y otros en la habitación de matar a Comer. Mientras tanto, Scully visita a Doggett, quien le advierte que no confíe en los cultistas. Sin embargo, Scully va a encontrarse con Josepho cerca de Calgary. Josepho afirma estar protegiendo a William, pero exige la cabeza de Mulder como garantía a cambio de la liberación del bebé. Cuando Josepho regresa al lugar dónde está la nave, la mujer del abrigo relata que la abertura de la nave comenzó a brillar cuando William comenzó a llorar. La nave pronto se levanta del suelo. Mirando el sitio desde la distancia, Scully y Reyes ven que la nave sale de un recinto y se dirige al espacio, incendiando el suelo debajo de ella a medida que avanza. Los dos encuentran a William ileso entre los cuerpos carbonizados de los cultistas.
En la sede del FBI, Follmer le pide a Kersh que elimine su nombre del informe final. En cambio, Kersh lo reprende y entra a ver al Hombre mondadientes, quien se revela como un supersoldado.

## Producción

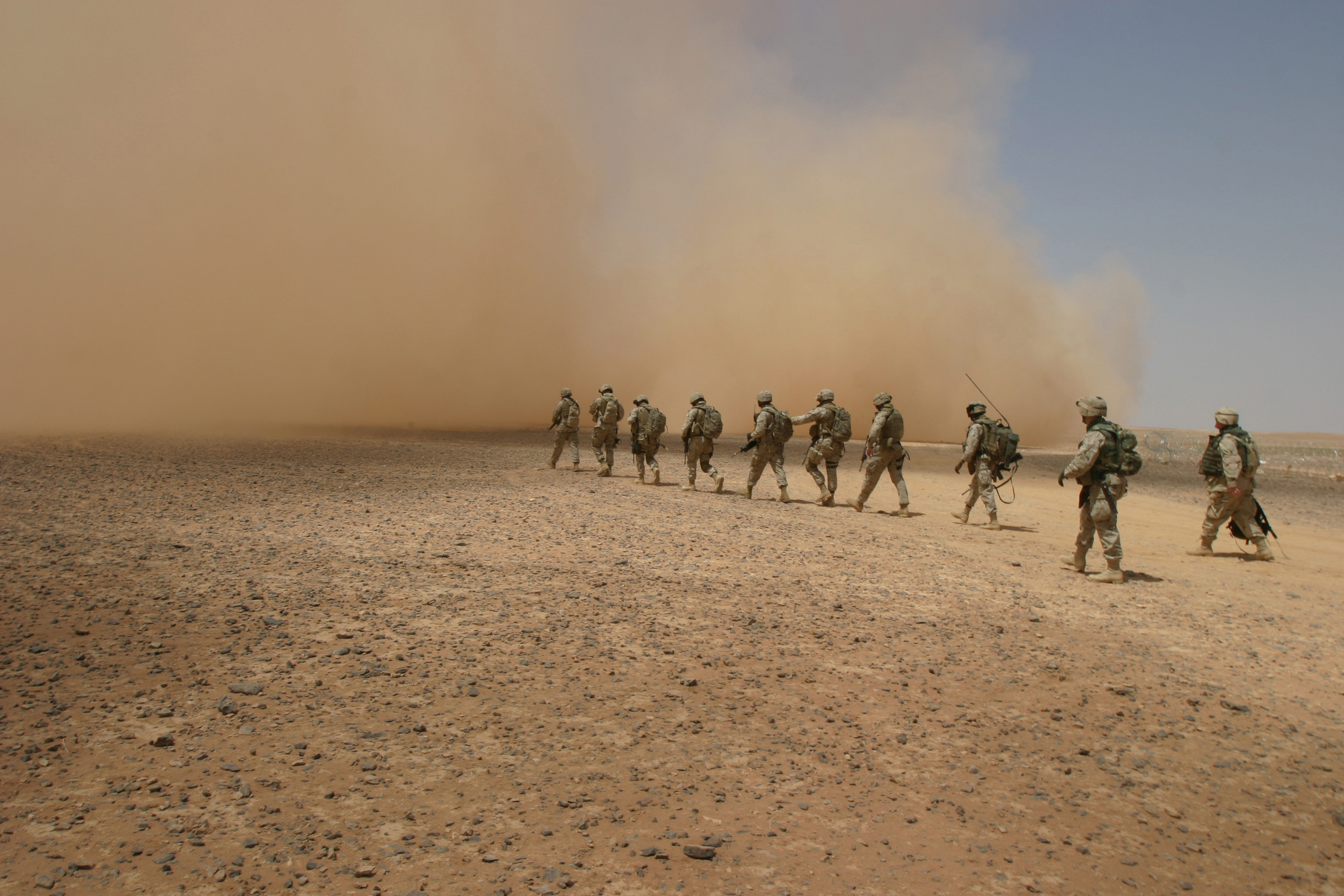
La escena inicial muestra un tiroteo durante la Guerra del Golfo. Un área desértica a una hora de Los Ángeles representó a Irak, y la escena presentaba personal militar estadounidense real como extras (en la foto, marines estadounidenses en Irak).

«Providence» fue escrito por el creador de la serie Chris Carter y el productor ejecutivo Frank Spotnitz. Una muy pequeña parte del episodio, así como la entrada anterior, se basó en la teoría de los antiguos astronautas; una teoría que propone que seres extraterrestres inteligentes visitaron la Tierra en la antigüedad o la prehistoria y se pusieron en contacto con los humanos. Los temas habían sido visitados previamente en el arco argumental «Biogenesis»/«The Sixth Extinction»/«Amor Fati». Este episodio, así como el que le precede, juega con cuestiones relativas a la religión y la fe tradicionales. Acerca de la trama, el coprotagonista de la serie, Robert Patrick, bromeó más tarde: «El bebé es el Mesías. No entiendo nada de eso. Soy episcopal, no lo entiendo».
Carter también dirigió el episodio; inicialmente, se suponía que el episodio había sido dirigido por otra persona, pero nunca se seleccionó a nadie. En el último minuto, Carter asumió el papel. Debido a limitaciones de tiempo, Carter estaba escribiendo partes enteras del guion mientras se filmaba el episodio. Muchos miembros del elenco y del equipo quedaron satisfechos con la dirección de Carter. Gillian Anderson dijo que pensaba que «Chris ha dirigido algunos de nuestros mejores episodios. Tiene un temperamento muy equilibrado, es tranquilo, amable y muy agradable de tener como director, porque esa energía no puede evitar impregnar el resto del set [ …] Tiene una visión clara y es bueno comunicándolo». Annabeth Gish señaló que la dirección de Carter fue «muy meticulosa» y que él «sabe exactamente lo que quiere».

## Emisión y recepción

### Audiencia
«Providence» se estrenó por primera vez en la cadena Fox en los Estados Unidos el 10 de marzo de 2002. El episodio obtuvo una calificación Nielsen de 5,2, lo que significa que fue visto por 5,2% de los hogares estimados de la nación y fue visto por 5,49 millones de hogares, y 8,4 millones de espectadores. «Providence» fue el 56.º episodio de televisión más visto que se emitió durante la semana que finalizó el 10 de marzo. «Providence» se incluyó más tarde en The X-Files Mythology, Volume 4 - Super Soldiers, una colección de DVD que contiene entregas relacionadas con la saga de los «supersoldados» extraterrestres.

### Reseñas
«Providence» recibió opiniones mixtas de los críticos de televisión. Jessica Morgan de Television Without Pity otorgó al episodio una calificación B+. John Keegan de Critical Myth le dio al episodio una crítica en gran medida positiva y le otorgó un 9 sobre 10. Escribió: «En general, este episodio tomó el comienzo prometedor del último episodio y entregó un significado más amplio, fuerte y sorprendente para las piezas de la mitología que hemos visto en las últimas temporadas. Lo he dicho antes, y lo diré de nuevo... aquellos que critican estos episodios simplemente porque se relacionan con la “nueva dirección” deberían avergonzarse de sí mismos. Con este tipo de creatividad, esta serie podría terminar fácilmente de una manera que haga de toda la serie un tapiz sin costuras». Jeffrey Robinson de DVD Talk concluyó que «Providence», junto con el episodio anterior «Provenance», «hace un trabajo bastante bueno sin incluir a Duchovny» debido a su adhesión a «la trama principal de la serie [sobre] las conspiraciones del gobierno».
Otras reseñas fueron más negativas. Robert Shearman y Lars Pearson, en su libro Wanting to Believe: A Critical Guide to The X-Files, Millennium & The Lone Gunmen, calificaron el episodio con una estrella de cinco. Llamaron a la entrada «superficial y pretenciosa, e internamente inconsistente» y se burlaron de su trama. Escribieron que «en el centro de la mitología [del programa] [hay] una situación que depende de Mulder y un bebé. Uno de ellos está ausente y el otro no puede hablar». Además, Shearman y Pearson criticaron la línea que pedía la cabeza de Mulder, pero elogiaron el adelanto del episodio. M.A. Crang, en su libro Denying the Truth: Revisiting The X-Files after 9/11, también elogió la secuencia de apertura, calificándola de «gloriosa», pero criticó duramente el resto de la historia «confundida e impenetrable» del episodio. Tom Kessenich, en su libro Examinations, escribió una crítica en gran medida negativa del episodio y se burló de su trama. Escribió que «a medida que esta serie termina, uno pensaría que Carter y Spotnitz tendrían prisa por resolver algunas de las innumerables preguntas que han planteado. En cambio, “Providence” fue más de lo que esperábamos las últimas dos temporadas».